# George Peabody
George Peabody (Peabody, 18 febbraio 1795 – Londra, 4 novembre 1869) è stato un imprenditore, banchiere e filantropo statunitense.

## Biografia
George Peabody nacque da un'antica famiglia puritana del Massachusetts con scarsi mezzi economici nell'allora cittadina di South Danvers, ribattezzata «Peabody» in suo onore nel 1868. La sua casa natale, al numero 205 di Washington Street, è ora sede del George Peabody House Museum, un museo dedicato alla vita e alle attività di George Peabody.
Dopo aver preso parte come volontario alla guerra anglo-americana del 1812, divenne socio di Elisha Riggs col quale, nel 1814, costituì una società di commercio all'ingrosso, la Peabody, Riggs, and Company. Nel 1816 si trasferì a Baltimora, nel Maryland, dove rimarrà per i successivi 20 anni e divenne socio del banchiere e mecenate d'arte William Wilson Corcoran. Nel 1827 si recò nel Regno Unito per un viaggio di affari, con l'intento di vendere cotone americano e acquistare filati inglesi. Aprì in seguito una filiale della sua impresa a Liverpool. Nel 1835 fondò a Londra una banca, la George Peabody and Company, che avrà molta importanza per il finanziamento delle ferrovie USA. Tre anni dopo Peabody si mise in società con Junius Spencer Morgan (padre di John Pierpont Morgan) costituendo la Peabody, Morgan & Co; nel 1864, con il pensionamento di Peabody, quest'ultima banca fu rinominata JS Morgan & Co. e costituì l'antecedente della JPMorgan Chase, mentre la banca inglese di Peabody venne rinominata Morgan Grenfell e appartiene attualmente alla Deutsche Bank.

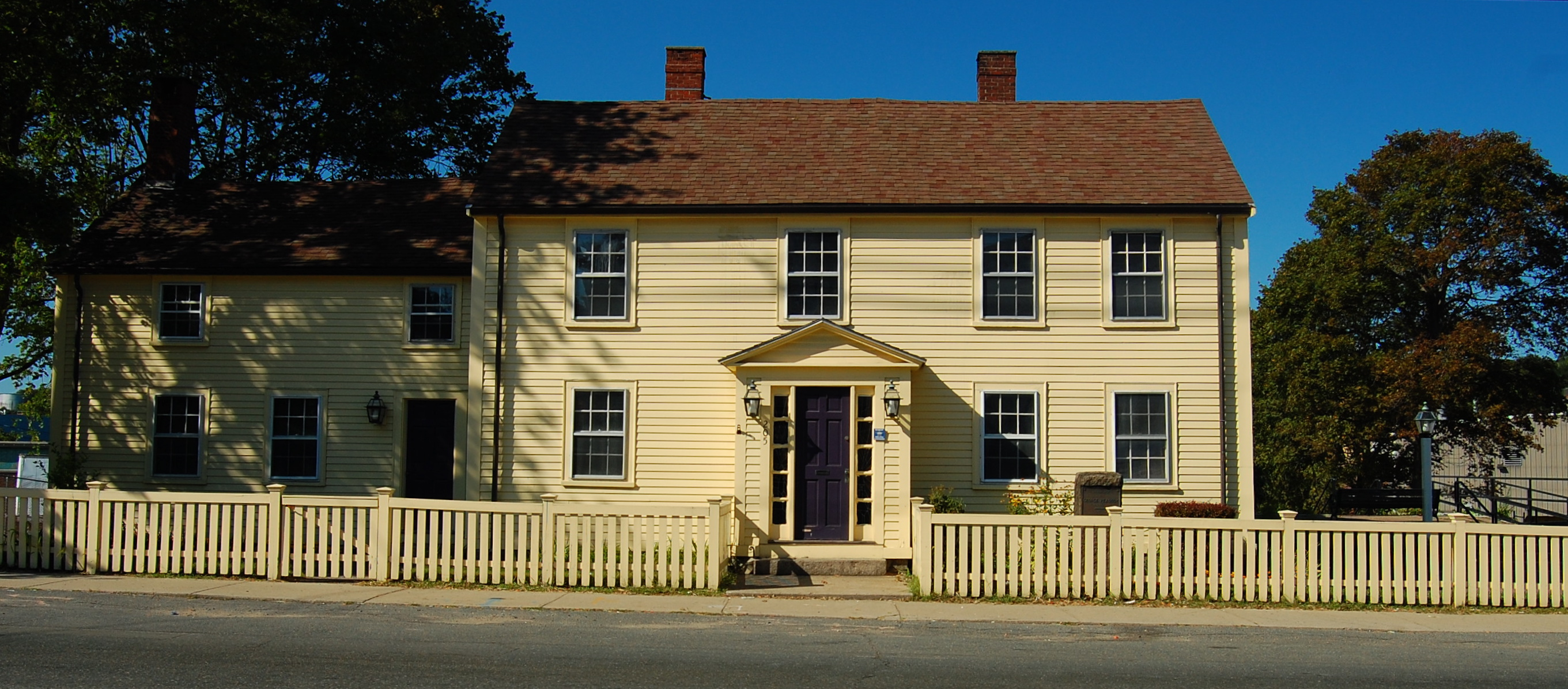
Peabody (Massachusetts): casa natale di George Peabody, sede del museo comunale George Peabody House Museum

All'epoca del suo pensionamento si stima che il patrimonio di Peabody, che peraltro non si sposò mai e non ebbe figli, ammontasse a 23 miliardi e 700 milioni di dollari. Devolvette il suo patrimonio in opere culturali e umanitarie, per le quali è considerato il "padre" della moderna filantropia. Fondò istituzioni culturali (per esempio, il Peabody Institute a Baltimora e il Peabody Museum of Archaeology and Ethnology dell'università Harvard) e fondazioni dedicate allo sviluppo e al benessere delle classi operaie nel Regno Unito e negli Stati Uniti. In particolare, istituì il Peabody Education Fund per attuare l'insegnamento primario negli stati del Sud devastati a causa della guerra di secessione americana.
Il suo nome ricorre nel Peabody Award, un premio internazionale attribuito ogni anno alle migliori trasmissioni radiofoniche e televisive.